# Hoplopyga foeda
Hoplopyga foeda är en skalbaggsart som beskrevs av Hermann Rudolph Schaum 1848. Hoplopyga foeda ingår i släktet Hoplopyga och familjen Cetoniidae. Inga underarter finns listade i Catalogue of Life.